# عبد الله مجرشي (لاعب كرة قدم مواليد 1997)
عبد الله يحيى مجرشي، لاعب كرة قدم سعودي، يلعب في نادي الطائي.

## مسيرة اللاعب
مثل النادي الأهلي في الفئات السنية و صعد للفريق الأول عام 2017 و سجل هدف في أول مشاركة له ضد نادي الفتح و أعير إلى نادي أحد مطلع عام 2019 و انتقل إلى نادي الرائد في صيف 2019 وانتقل إلى نادي الطائي في عام 2024.

## الحياة الشخصية
عبد الله هو شقيق اللاعب فهد مجرشي.

## روابط خارجية
- عبد الله يحيى مجرشي على موقع Soccerway.com (الإنجليزية)